# Johan Krouthén
Johan Fredrik Krouthén (2. november 1858 i Linköping – 19. december 1932) var en svensk landskabsmaler.
Krouthén fik sin første undervisning i skolevæsenet ('läroverket') i hjembyen Linköping i en familie med god økonomi. Som 14-årig kom han 1872 i lære hos maleren og fotografen Svante Rydholm. Som 16-årig begyndte han på et treårigt forløb ved kunstakademiet i Stockholm, hvor han tilhørte kredsen af studenter, der var utilfredse med den monotone undervisning. Det førte 1885 til dannelse af bevægelsen opponenterna, og i 1886 tilsluttede han sig det nydannede Konstnärsförbundet.
Sammen med Anders Zorn forlod han afdelingen og besøgte med andre utilfredse studenter Edvard Perséus' malerskole.
1883 besøgte Krouthén sammen med Oscar Björck Skagen og er afbildet på Krøyers Ved Frokosten. Fra besøget stammer blandt andet Sovende dreng og Halmstakke.

## Bedømmelse
Forfatteren til artiklen i Svenskt biografiskt lexikon, Gertrud Serner, skriver at Krouthén i 1890'erne gik i stå i sin udvikling: han gentog landskabsidyller og gjorde dem smukkere og smukkere.
| Citat                                        | "..Hans namn blev synonymt med en populär men en smula billig framställning av idyller, ofta blommande äppelträd vid en solbelyst trädgårdsgång med sprättande höns. [...] Dessa målningar har hos den breda publiken behållit sin popularitet men har samtidigt skymt den ungdomsproduktion av verklig konstnärlig kvalitet, som även mera kritiska kännare kan uppskatta o på vilken hans goda rykte ursprungligen vilar. .." (svensk) | Citat |
| Gertrud Serner i Svenskt biografiskt lexikon | |       |

| - Billeder fra Krouthéns tid i Skagen 1883/84 - Sovende dreng, Skagen 1883 - Halmstakke. Sommerbilllede fra Skagen, 1884 |

| - Skagens Odde der leder op til Grenen, Jyllands nordligste område hvor Skagerrak og Kattegat mødes. 1883 |

| - Andre værker af Johan Krouthén - Klippelandskab i Bohuslän, 1882-83. En grusvej snor sig mellem klipperne, en dreng kommer gående uden sko. I baggrunden en hest med vogn - Høns bag kostalden, 1885 - Haveinteriør fra Linköping, 1887/88 ('Trädgårdsinteriör från Linköping' - Hyrdepige i sommerlandskab, 1889 - Græssende køer ved Schedevi, Rimforsa, ca. 1895 - Sommerlandskab med græssende kvæg, 1901 - Strand med badende drenge, 1906 - Tre læsende kvinder i et sommerlandskab, 1908 - Sommerlandskab med vandrende børn, 1913 |

| - Portrætter - Anders Zorn i tidsskriftet Palett-skrap, 1880 - Tegning af Carl Anton Wetterbergh ('Onkel Adam'), 1888 (sv) - Robert De la Gardie, 1898 - Portræt af Verner von Heidenstam, 1931 |